# Estnischer Fußballpokal 2015/16
Der Estnische Fußballpokal 2015/16 war die 26. Austragung des estnischen Pokalwettbewerbs der Männer. Das Finale fand am 21. Mai 2016 statt.
Pokalsieger wurde der JK Nõmme Kalju im Finale gegen den JK Kalev Sillamäe. Titelverteidiger JK Nõmme Kalju war in der Viertelfinale gegen den späteren Finalisten ausgeschieden.
In der 1. Runde gewann der FC Infonet Tallinn mit 36:0 gegen Virtsu JK. Dies ist bisher der höchste Sieg in einem europäischen Vereinswettbewerb. Infonet zog mit dem schottischen Fußballverein FC Arbroath gleich, der 1885 ebenfalls mit 36:0 gegen Bon Accrod gewann.

## Teilnehmer
Meistriliiga
- 1. Runde (6 Teams): FC Infonet Tallinn, FC Levadia Tallinn, Paide Linnameeskond, JK Tammeka Tartu, JK Trans Narva, Viljandi JK Tulevik
- 2. Runde (4 Teams): FC Flora Tallinn, JK Kalev Sillamäe, JK Nõmme Kalju, Pärnu Linnameeskond

Esiliiga
- 1. Runde (4 Teams): FC Flora Tallinn II, FC Kuressaare, FC Infonet Tallinn II, JK Tallinna Kalev
- 2. Runde (2 Teams): FC Santos Tartu, JK Tarvas Rakvere

Esiliiga B
- 1. Runde (5 Teams): FC Elva, HÜJK Emmaste, FC Flora Tallinn III, FC Maardu Starbunker, Raasiku FC Joker
- 2. Runde (1 Team): Kohtla-Järve JK Järve

II liiga
- 1. Runde (13 Teams): FC Ajax Lasnamäe, SK Imavere Forss, Jõgeva SK Noorus-96, Keila JK, FC Kose, Kuusalu JK Rada, FC Metropool Pärnu, FC Nõmme United, JK Piraaja Tallinn, Saue JK Laagri, Tallinna C.F., Tõrva JK, JK Türi Ganvix
- 2. Runde (3 Teams): Tallinna JK Legion, Tartu JK Welco, Viimsi MRJK

III liiga
- 1. Runde (21 Teams): FC Castovanni Eagles, SK Eestimaa Kasakad, JK Kaitseliit Kalev, JK Kernu Kadakas, FC Lelle, Lilleküla JK Retro, Maardu United, FC Narva United, Navi Vutiselts, JK Nõmme Kalju III, FC Olympic Olybet Tallinn, Pirita JK Reliikvia, Rapla JK Atli, SK Tääksi, FC Charma Tabasalu, FC Soccernet Tallinn, Tallinna FC Forza, FC Tannem Vastseliina, FC Tartu, Tartu Ülikool Fauna, FC Valga Warrior
- 2. Runde (10 Teams): Ambla Vallameeskond, FC Järva-Jaani, EMÜ SK, Läänemaa JK Haapsalu, JK Loo, FC Maardu Starbunker II, FC Merkuur Tartu, FC Otepää, JK Tallinna Kalev III, Tallinna SK Dnipro

IV liiga
- 1. Runde (15 Teams): FC Eston Villa, FC Igiliikur Viimsi, Harju Jalgpallikool, FC Helios Tartu, FC Jõgeva Wolves, Pärnu JK Poseidon, FC Raasiku Valla, Raplamaa JK Märjamaa, FC Reaal Tallinn, SK Roosu, Tallinna Depoo, Tallinna JK Jalgpallihaigla, Tartu FC Bronx Wood, FC Twister Tallinn, JK Väätsa Vald
- 2. Runde (2 Teams): Tabivere RSK, Tallinna Jalgpalliselts

Rahvaliiga
- 1. Runde (14 Teams): FC IceBears, FC Kohtla-Nõmme, JK Küsimärk, FC Like & Share, JK Pedajamäe, FC Peedu Pärnu, FC Puhkus Mehhikos, FC Moe, FC Rapla Lokomotiiv, JK Raudteetöölised, JK Roosad Pantrid, Rumori Calcio, FC TransferWise, Virtsu JK
- 2. Runde (3 Teams): JK Fellin, FCR Lootos, JK Öismäe Torm

## 1. Runde
Die Auslosung fand am 30. Mai 2015 statt.
| Datum      |                           | Ergebnis  |                             |
| ---------- | ------------------------- | --------- | --------------------------- |
| 08.06.2015 | FC Kose                   | 0:4       | JK Tammeka Tartu            |
| 10.06.2015 | FC Jõgeva Wolves          | 1:2       | FC Like & Share             |
| 10.06.2015 | FC Ajax Lasnamäe          | 1:4       | FC Flora Tallinn II         |
| 10.06.2015 | FC Elva                   | 3:4       | Tallinna C.F.               |
| 10.06.2015 | FC Kuressaare             | 20:00     | FC Rapla Lokomotiiv         |
| 10.06.2015 | Harju Jalgpallikool       | 1:5       | FC Infonet Tallinn II       |
| 10.06.2015 | FC Castovanni Eagles      | 0:2       | JK Piraaja Tallinn          |
| 13.06.2015 | SK Eestimaa Kasakad       | 00:14     | JK Trans Narva              |
| 13.06.2015 | FC Infonet Tallinn        | 036:0     | Virtsu JK                   |
| 14.06.2015 | JK Tallinna Kalev         | 1:2       | HÜJK Emmaste                |
| 20.06.2015 | SK Imavere Forss          | 6:2       | FC Twister Tallinn          |
| 22.06.2015 | JK Kernu Kadakas          | 0:8       | FC Levadia Tallinn          |
| 27.06.2015 | Tartu Ülikool Fauna       | 2:3       | JK Nõmme Kalju III          |
| 27.06.2015 | JK Türi Ganvix            | 3:1       | FC Igiliikur Viimsi         |
| 27.06.2015 | Navi Vutiselts            | 4:0       | FC Valga Warrior            |
| 27.06.2015 | SK Tääksi                 | 10:10     | FC IceBears                 |
| 27.06.2015 | Jõgeva SK Noorus-96       | 9:1       | Tallinna JK Jalgpallihaigla |
| 28.06.2015 | Tallinna Depoo            | 2:4       | FC Tannem Vastseliina       |
| 28.06.2015 | FC Soccernet Tallinn      | 2:1       | FC Puhkus Mehhikos          |
| 28.06.2015 | Maardu United             | 4:3       | FC Narva United             |
| 28.06.2015 | JK Roosad Pantrid         | 0:5       | Tartu FC Bronx Wood         |
| 28.06.2015 | FC Lelle                  | 1:0       | FC Moe                      |
| 28.06.2015 | Pärnu JK Poseidon         | 3:2       | Rumori Calcio               |
| 28.06.2015 | FC Raasiku Valla          | 1:7       | Tõrva JK                    |
| 28.06.2015 | FC Olympic Olybet Tallinn | 2:0       | JK Pedajamäe                |
| 28.06.2015 | FC Reaal Tallinn          | 1:2       | JK Väätsa Vald              |
| 28.06.2015 | Pirita JK Reliikvia       | 5:0       | FC Helios Tartu             |
| 28.06.2015 | JK Kaitseliit Kalev       | 12:10     | JK Küsimärk                 |
| 29.06.2015 | Viljandi JK Tulevik       | 2:1       | Keila JK                    |
| 30.06.2015 | Rapla JK Atli             | 2:6       | FC Metropool Pärnu          |
| 30.06.2015 | Paide Linnameeskond       | 31:00     | JK Raudteetöölised          |
| 01.07.2015 | Raasiku FC Joker          | 3:4 n. V. | Kuusalu JK Rada             |
| 01.07.2015 | FC Eston Villa            | 2:1       | FC Tartu                    |
| 04.07.2015 | FC Nõmme United           | 9:1       | FC Kohtla-Nõmme             |
| 04.07.2015 | Raplamaa JK Märjamaa      | 2:1       | FC TransferWise             |
| 04.07.2015 | SK Roosu                  | 4:1       | FC Charma Tabasalu          |
| 05.07.2015 | Lilleküla JK Retro        | 7:5       | FC Peedu Pärnu              |
| 07.07.2015 | Tallinna FC Forza         | 0+:- 1    | Saue JK Laagri              |
| 26.07.2015 | FC Maardu Starbunker      | 3:0       | FC Flora Tallinn III        |

## 2. Runde
Die Auslosung fand am 30. Juni 2015 statt.
| Datum      |                         | Ergebnis              |                           |
| ---------- | ----------------------- | --------------------- | ------------------------- |
| 19.07.2015 | JK Tallinna Kalev       | 1:0                   | JK Loo                    |
| 26.07.2015 | JK Väätsa Vald          | 3:0                   | FC Maardu Starbunker II   |
| 26.07.2015 | Tartu FC Bronx Wood     | 1:3                   | Viimsi MRJK               |
| 26.07.2015 | FC Merkuur Tartu        | 4:2 n. V.             | Kuusalu JK Rada           |
| 26.07.2015 | Tallinna FC Forza       | 7:2                   | SK Roosu                  |
| 28.07.2015 | JK Fellin               | 1:5                   | EMÜ SK                    |
| 29.07.2015 | Tallinna Jalgpalliselts | 00:13                 | Paide Linnameeskond       |
| 29.07.2015 | JK Nõmme Kalju III      | 4:1                   | FC Otepää                 |
| 29.07.2015 | Kohtla-Järve JK Järve   | 0:0 n. V. (3:4 i. E.) | Tõrva JK                  |
| 29.07.2015 | Pärnu Linnameeskond     | 1:0                   | Läänemaa JK Haapsalu      |
| 29.07.2015 | FC Lelle                | 0:2                   | FC Tannem Vastseliina     |
| 29.07.2015 | Maardu United           | 1:4                   | FC Infonet Tallinn II     |
| 29.07.2015 | Jõgeva SK Noorus-96     | 1:4                   | FC Metropool Pärnu        |
| 29.07.2015 | FC Soccernet Tallinn    | 4:2                   | FC Like & Share           |
| 02.08.2015 | HÜJK Emmaste            | 6:0                   | JK Öismäe Torm            |
| 02.08.2015 | JK Türi Ganvix          | 3:4                   | FC Nõmme United           |
| 04.08.2015 | FC Santos Tartu         | 11:00                 | Pärnu JK Poseidon         |
| 04.08.2015 | Tabivere RSK            | 0:0 n. V. (4:2 i. E.) | Pirita JK Reliikvia       |
| 05.08.2015 | FC Järva-Jaani          | 1:2                   | Navi Vutiselts            |
| 05.08.2015 | JK Tammeka Tartu        | 5:1                   | FC Maardu Starbunker      |
| 05.08.2015 | Tallinna SK Dnipro      | 0:3                   | Tartu JK Welco            |
| 11.08.2015 | FC Flora Tallinn II     | 1:3                   | FC Flora Tallinn          |
| 11.08.2015 | FC Levadia Tallinn      | 14:00                 | FC Olympic Olybet Tallinn |
| 11.08.2015 | Viljandi JK Tulevik     | 7:0                   | JK Kaitseliit Kalev       |
| 11.08.2015 | FC Infonet Tallinn      | 8:0                   | JK Piraaja Tallinn        |
| 11.08.2015 | JK Nõmme Kalju          | 3:0                   | Tallinna C.F.             |
| 11.08.2015 | JK Tarvas Rakvere       | 10:00                 | Ambla Vallameeskond       |
| 11.08.2015 | FCR Lootos              | 00:12                 | Lilleküla JK Retro        |
| 12.08.2015 | Raplamaa JK Märjamaa    | 1:5                   | JK Kalev Sillamäe         |
| 12.08.2015 | Tallinna JK Legion      | 1:6                   | FC Eston Villa            |
| 16.08.2015 | FC Kuressaare           | 4:2                   | SK Tääksi                 |
| 25.08.2015 | JK Trans Narva          | 12:00                 | SK Imavere Forss          |

## 3. Runde
Die Auslosung fand am 13. August 2015 statt.
| Datum      |                       | Ergebnis              |                       |
| ---------- | --------------------- | --------------------- | --------------------- |
| 03.09.2015 | Lilleküla JK Retro    | 2:1                   | JK Nõmme Kalju III    |
| 03.09.2015 | FC Nõmme United       | 8:0                   | FC Metropool Pärnu    |
| 03.09.2015 | FC Eston Villa        | 2:3                   | Viimsi MRJK           |
| 04.09.2015 | FC Santos Tartu       | 3:3 n. V. (4:2 i. E.) | FC Kuressaare         |
| 06.09.2015 | JK Kalev Sillamäe     | 4:3                   | Paide Linnameeskond   |
| 06.09.2015 | JK Tarvas Rakvere     | 0:4                   | Tallinna FC Forza     |
| 06.09.2015 | Navi Vutiselts        | 3:1                   | JK Tallinna Kalev III |
| 06.09.2015 | FC Tannem Vastseliina | 5:0                   | FC Soccernet Tallinn  |
| 08.09.2015 | Tabivere RSK          | 4:7                   | JK Väätsa Vald        |
| 08.09.2015 | EMÜ SK                | 1:1 n. V. (2:4 i. E.) | Tõrva JK              |
| 29.09.2015 | FC Infonet Tallinn II | 0:3                   | Pärnu Linnameeskond   |
| 29.09.2015 | FC Levadia Tallinn    | 13:10                 | FC Merkuur Tartu      |
| 29.09.2015 | JK Trans Narva        | 1:2 n. V.             | JK Nõmme Kalju        |
| 29.09.2015 | Tartu JK Welco        | 0:2                   | FC Flora Tallinn      |
| 30.09.2015 | JK Tammeka Tartu      | 1:0                   | HÜJK Emmaste          |
| 04.10.2015 | Viljandi JK Tulevik   | 2:1                   | FC Infonet Tallinn    |

## Achtelfinale
Die Auslosung fand am 1. Oktober 2015 statt.
| Datum      |                     | Ergebnis |                       |
| ---------- | ------------------- | -------- | --------------------- |
| 20.10.2015 | JK Kalev Sillamäe   | 1:0      | FC Levadia Tallinn    |
| 20.10.2015 | FC Flora Tallinn    | 17:00    | Lilleküla JK Retro    |
| 21.10.2015 | Tallinna FC Forza   | 6:2      | JK Väätsa Vald        |
| 27.10.2015 | Viljandi JK Tulevik | 0:5      | JK Nõmme Kalju        |
| 28.10.2015 | FC Nõmme United     | 2:3      | FC Santos Tartu       |
| 01.11.2015 | Navi Vutiselts      | 0:7      | Tõrva JK              |
| 08.11.2015 | Viimsi MRJK 2       | 4:0      | FC Tannem Vastseliina |
| 10.11.2015 | Pärnu Linnameeskond | 1:2      | JK Tammeka Tartu      |

## Viertelfinale
Die Auslosung fand am 1. März 2016 statt.
| Datum      |                   | Ergebnis |                   |
| ---------- | ----------------- | -------- | ----------------- |
| 12.04.2016 | JK Kalev Sillamäe | 1:0      | JK Nõmme Kalju    |
| 12.04.2016 | JK Tammeka Tartu  | 2:0      | Tõrva JK          |
| 13.04.2016 | Viimsi JK         | 6:1      | Tallinna FC Forza |
| 13.04.2016 | FC Flora Tallinn  | 3:1      | FC Santos Tartu   |

## Halbfinale
Die Auslosung fand am 14. April 2016 statt.
| Datum      |                   | Ergebnis |                  |
| ---------- | ----------------- | -------- | ---------------- |
| 03.05.2016 | FC Flora Tallinn  | 2:0      | JK Tammeka Tartu |
| 04.05.2016 | JK Kalev Sillamäe | 2:0      | Viimsi JK        |

## Finale
| Paarung           | FC Flora Tallinn – JK Kalev Sillamäe |
| Ergebnis          | 3:0 n. V. |
| Datum             | 21. Mai 2016 |
| Stadion           | A. Le Coq Arena, Tallinn |
| Zuschauer         | 2.085 |
| Schiedsrichter    | Eiko Saar |
| Tore              | 1:0 Rauno Sappinen (102.) 2:0 Maksim Gussev (105.+1') 3:0 Sakari Ilmari Tukiainen (107.) |
| FC Flora Tallinn  | Mait Toom – Gert Kams , Nikita Baranov (53. Madis Vihmann), Joonas Tamm, Markus Jürgenson – German Šlein, Mihkel Ainsalu, Rauno Sappinen, Maksim Gussev – Albert Prosa (84. Sakari Ilmari Tukiainen), Sakaria Beglarischwili (108. Rauno Alliku) Cheftrainer: Norbert Hurt                              |
| JK Kalev Sillamäe | Mihhail Starodubtsev – Aleksandrs Solovjovs, Denis Tjapkin, Denis Malov (120. Anton Panov), Igor Dudarew (106. Aleksei Tscherkassow) – Aleksandr Volkov (111. Artjom Davõdov), Maksim Lipin, Kassim Aidara, Aleksandr Semahhin – Aleksandr Savin, Jewgeni Kabajew Cheftrainer: Denis Ugarow ( Russland) |
| Gelbe Karten      | keine – Denis Malov, Kassim Aidara, Aleksandr Semahhin |